# Туризм в Тамбовской области
Туризм в Тамбовской области привлекателен самобытностью, наличием исторических памятников, богатыми культурными традициями и красивой природой.
На территории области располагается более 1300 объектов культурного наследия, среди них 120 православных храмов, 9 монастырей, около 30 дворянских усадеб. Города Тамбов, Мичуринск, Моршанск, Кирсанов вошли в 2002 году в перечень исторических городов России. Работают 16 областных и муниципальных музеев, 50 ведомственных музеев. Сохраняются 16 видов художественных промыслов. Развиты велотуризм, автомобильный туризм (для чего построен «Кэмпинг кар»), конный туризм, охота, рыбалка, геокэшинг. Раз в год проводится Покровская ярмарка. Крупным музеем является Тамбовский областной краеведческий музей.

## Природные достопримечательности
- Воронинский заповедник
- Барская гора, расположенная в Инжавинском районе
- Байловский парк в Пичаевском районе
- Туевая роща в Петровском районе
- Екатерининский дендрологический парк в Никифоровском районе
- Дубрава «Большая Матыра» в  Тамбовском районе
- Ахлебиновская роща в Тамбове
- Туристический комплекс «Русская деревня», который находится в селе Карандеевка
- База отдыха «Усадьба Янцевых»
- Рыболовно-спортивная база «Челнавка»
- Оленья ферма в селе Сосновка
- Страусиная ферма в Сосновском районе
- Чистое озеро в Тамбовском районе
- Чистоозёрное озеро в Тамбовском районе

## Исторические достопримечательности

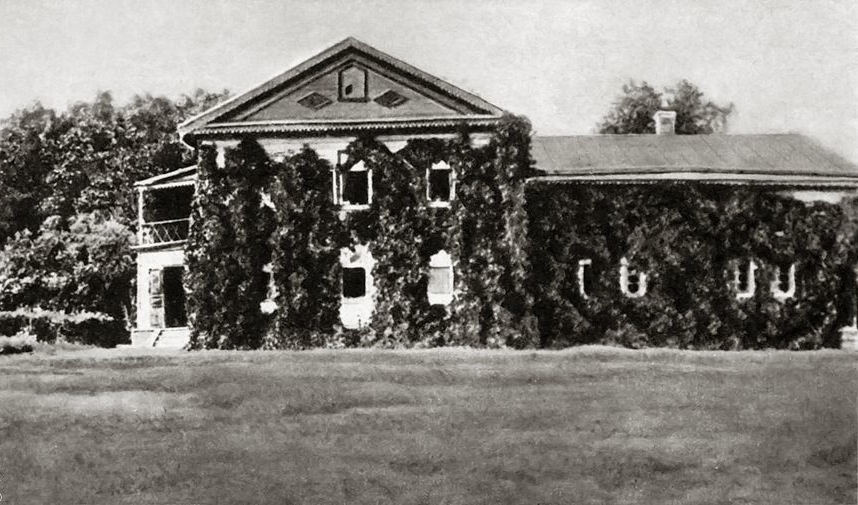
Усадьба С.В. Рахманинова. 1900-е годы

- Музей-заповедник С. В. Рахманинова в Ивановке
- Музей-усадьба художника А. М. Герасимова в Мичуринске
- Дом-музей И. В. Мичурина
- Дом-музей Г. В. Чичерина в Тамбове
- Музейный комплекс «Усадьба Асеевых» в Тамбове
- Музей Е. А. Баратынского в селе Софьинка
- Музей-усадьба академика В. И. Вернадского в селе Вернадовка Пичаевского района
- Тамбовский областной краеведческий музей
- Моршанский историко-художественный музей
- Музейный историко-просветительный комплекс города Котовска
- Усадьба Воронцовых-Дашковых в Новотомниково
- Татарский вал, часть Засечной черты
- Музей волка в Тамбове

## Агротуризм
- Сельский гостевой дом в селе Ивановка Уваровского района.[2]

## Статистика
Туристская индустрия включает в себя около 30 турфирм, 55 гостиниц, санаториев и баз отдыха, свыше 400 объектов общественного питания, объектов показа и развлечения. В 2012 году Тамбовщина приняла 587 тыс. российских туристов и около 12 тыс. иностранных, в основном, из Германии и Китая.